# Незнакомка из Уайлдфелл-Холла
«Незнако́мка из Уа́йлдфелл-Хо́лла» (англ. The Tenant of Wildfell Hall) — эпистолярный роман английской писательницы и поэтессы Энн Бронте, изданный в 1848 году.
Возможно, самое радикальное из произведений сестёр, после издания роман имел огромный успех, но после смерти Энн её сестра Шарлотта воспрепятствовала его дальнейшей публикации.
Роман также считается одним из первых феминистских (поднимающих тему неравенства полов и положения женщины в обществе) произведений.
Композиция романа представляет собой «повествование в повествовании». Первое из них — письмо Гилберта Маркхема зятю (мужу сестры), рассказывающее о событиях, приведших к его женитьбе. Второе, внутри письма, — дневник героини Хелен, в котором она подробно описывает свою жизнь до приезда в Уайлдфелл-Холл.

## Сюжет
Роман разделён на три части. В первой части, рассказанной Гилбертом Маркхемом, рассказывается о том, как в Уайлдфелл-Холл, старое поместье, расположенное неподалёку от деревни Линден-Кар, прибывает загадочная вдова Хелен Грэхем. Сдержанная Хелен и её маленький сын Артур, вызывающие чувство любопытства у небольшого коллектива, медленно вписываются в деревенскую атмосферу. До её прибытия в Уайлдфелл-Холл Гилберт Маркхем ухаживал за Элизой Миллуорд, хотя не уделял этому много внимания. Интерес к Элизе угасает, как только он знакомится с Хелен. В отместку Элиза начинает распространять (и, возможно, порождать) скандальные слухи о миссис Грэхем, в которые вскоре начинает верить почти всё население деревни.
Под влиянием слухов Гилберт начинает верить, что его друг Фредерик Лоренс ухаживает за Хелен. Случайно встретившись на дороге с Лоренсом, съедаемый ревностью Маркхем ударяет его хлыстом, от чего тот падает с лошади. Ничего не знающая об этом происшествии, Хелен отказывается принимать чувства Гилберта и выходить за него замуж. Когда же он начинает обвинять её в том, что та любит Лоренса, она даёт ему свои дневники.
Вторая часть романа взята из дневников Хелен и повествует о том, как она связала свою судьбу с Артуром Хантингдоном. Привлекательный и остроумный Хантингдон в то же время избалован, эгоистичен и безответственен. До женитьбы на Хелен он флиртует с кокетливой Аннабеллой Уилмот и использует это как манипуляцию, убеждая Хелен выйти за него замуж.
Ослеплённая любовью, Хелен соглашается, уверенная в том, что она сможет изменить Артура в лучшую сторону посредством хорошего примера и мягких убеждений. С рождением ребёнка, названного в честь отца тоже Артуром, Хантингдон становится всё более и более ревнив из-за того, что тот поглотил всё внимание и заботу молодой матери.
Распущенные друзья Артура частенько устраивают в его поместье, Грасдейл, шумные попойки и кутежи. И мужчины, и женщины здесь выставлены деградировавшими. Леди Аннабелла Лоуборо показана как неверная супруга своего меланхоличного, но преданного мужа.
Уолтер Харгрейв, брат подруги Хелен Милисент, пытается добиться её внимания. Уолтер является нежеланным поклонником: Хелен замечает его хищническую натуру, приоткрывшуюся во время игры в шахматы. Харгрейв рассказывает ей о том, что Артур увлечён Аннабеллой. Это оказывается правдой, когда очередная попойка завершена и гости разъехались, Артур в открытую тоскует по своей любовнице и высмеивает свою жену.
Тлетворное влияние Артура на их сына — приучение к спиртному и грубым ругательствам в его детском возрасте — последняя капля для Хелен. Она планирует бежать, чтобы спасти сына, но Хантингдон узнаёт планах Хелен из дневника жены и сжигает её принадлежности для живописи, с помощью которых она планировала зарабатывать на жизнь. В конечном счёте, с помощью своего брата, она находит тайное убежище в Уайлдфелл-Холле.
Третья часть начинается по окончании прочтения дневников, когда миссис Грэхем просит Гилберта оставить её в покое, потому, что она не свободна. Он подчиняется и вскоре узнаёт, что она вернулась в Грасдейл, узнав о том, что её муж смертельно болен. Попытки помощи Хелен оказываются тщетны. Смерть Артура мучительна и сопровождается страхом того, что его ждёт за все прегрешения. Хелен не может успокоить супруга, поскольку он не собирается брать на себя ответственность за свои деяния и вместо того, чтобы она в своё время последовала за ним, хочет, чтобы она молилась о его спасении.
Проходит год. Гилберт освобождается от гнетущей его сплетни о скором замужестве Хелен только тогда, когда узнаёт, что мистер Лоренс, с которым он помирился, женится на Эстер Харгрейв. Маркхем отправляется в Грасдейл, где узнаёт, что Хелен теперь богата и живёт в своём поместье в Стэнинглей. Он направляется туда, но переживает из-за того, что его положение теперь гораздо ниже, чем у Хелен. У ворот поместья он останавливается, не решаясь войти. И тут он случайно сталкивается с Хелен, её тётей и юным Артуром. Двое влюблённых примиряются и вскоре женятся.

## Персонажи

### Хелен и её семья
- Хелен Лоренс Хантингдон (англ. Helen Lawrence Huntingdon), известная так же как миссис Грэхем (англ. Graham — фамилия её матери), главная героиня романа, таинственная обитательница давно пустующего поместья Уайлдфелл-Холл. В этом поместье она и её брат Фредерик родились и провели ранние годы детства, но после смерти их матери, отец отправил Хелен жить к её тёте, миссис Максуэлл. Прибыв в Уайлдфелл-Холл со своим маленьким сыном, Хелен представляется миссис Грэхем, вдовой, и не разглашает своё родство с Фредериком.
- Артур Хантингдон-младший (англ. Master Arthur Huntingdon), сын Хелен и Артура-старшего, его внешнее сходство с Фредериком, его дядей, стало поводом для грязных сплетен среди обитателей соседствующих с Уайлдфелл-Холлом домов, которым не было известно их родство.
- Мистер и миссис Максуэлл (англ. Mr. and Mrs. Maxwell), богатые дядя и тётя Хелен. Сама миссис Максуэлл была решительно против её свадьбы с Хантингдоном, но ослеплённая любовью Хелен не стала её слушать.
- Фредерик Лоренс (англ. Frederick Lawrence), брат Хелен. Помог ей сбежать от Хантингдона и оказал ей финансовую поддержку, чтобы она снова могла писать картины.

### Хантингдон и его окружение
- Артур Хантингдон (англ. Arthur Huntingdon), муж Хелен, избалованный в своё время родителями, капризен и злоупотребляет алкоголем. Несмотря на то, что он является байроническим героем, Артур безжалостно раскритикован. Он не является злодеем — скорее «большим ребёнком», которому родители никогда не объясняли разницы между добром и злом. Его измены, оскорбления, а после и попытки привить пагубные привычки (алкоголизм и сквернословие) своему сыну, заставили Хелен покинуть его. Однако, когда Хелен узнала о том, что он серьёзно болен (упал с лошади, будучи нетрезвым), она вернулась к нему и преданно заботилась о нём до самой его смерти.
- Аннабелла Уилмот, Леди Лоуборо (англ. Annabella Wilmot, Lady Lowborough), любовница Артура. Пользуется собственной красотой в подлых целях.
- Лорд Лоуборо (англ. Lord Lowborough), один из друзей Хантингдона. Лишился своего состояния из-за азартных игр, занятие которыми, впрочем, успешно бросил, в отличие от употребления спиртного. В последнем он старался себя всячески ограничить, но был бессилен против влияния своих друзей. Точно так же как и в том, что он больше никогда не будет употреблять спиртного, он уверял своих друзей, что больше никогда никого не полюбит, после того, как его невеста бросила его ввиду утери состояния. Но, встретив Аннабеллу, он забыл о своём обещании. К сожалению, она не была такой верной и преданной как он, чем принесла ему немало страданий. После их расставания, Лорд остаётся с двумя малолетними детьми — собственным сыном и дочерью, отцом которой пусть и не является, но воспитывает он её с той же любовью, что и сына.
- Ральф Хэттерсли (англ. Ralph Hattersley), друг Хантингдона. Если Лоуборо и Уолтер Харгрейв пытались хоть как-то себя ограничить в употреблении спиртного, то он так же как и Артур, не собирался этого делать. Решив выбрать в жёны ту, что не будет высказывать своего мнения против его образа жизни, он, по совету Хантингдона, женится на близкой подруге Хелен и сестре Уолтера, Милисент Харгрейв. Первые годы брака он приносит немало огорчений тихой Милисент, но когда он решил измениться в лучшую сторону, чтобы стать достойным мужем и отцом, супруги по настоящему полюбили друг друга.
- Мистер Гримсби (англ. Mr. Grimsby), один из друзей Хантингдона, женоненавистник. Помогал Артуру скрыть его связь с Аннабеллой.

### Харгрейвы
- Милисент (англ. Millicent Hargrave), близкая подруга Хелен, тихая и кроткая. Вышла замуж за Ральфа по воле своей матери, о чём не позволяла себе жалеть.
- Уолтер (англ. Walter Hargrave), брат Милисент, поклонник Хелен. Его навязчивые и нежеланные ухаживания прекратились только тогда, когда его застал Артур, обвинивший во всём Хелен.
- Эстер (англ. Esther Hargrave), сестра Милисент и Уолтера, подруга Хелен. В отличие от своей старшей сестры, может противостоять желаниям их матери. Впоследствии вышла замуж за Фредерика Лоренса.
- Миссис Харгрейв (англ. Mrs. Hargrave), мать троих детей, обожает единственного сына, а от своих дочерей пыталась избавиться посредством скорейшего замужества.

### Маркхемы
- Гилберт (англ. Gilbert Markham), двадцатичетырёхлетний молодой человек, фермер, один из главных героев романа. Характер у него неидеальный, он ревнив, вспыльчив и подвержен частой смене настроения. Но у него есть и положительные черты — верная любовь к Хелен.
- Фергес (англ. Fergus Markham), младший брат Гилберта. Ему достаётся вся ферма, после того, как Гилберт уезжает жить к Хелен.
- Роза (англ. Rose Markham), младшая сестра Гилберта и Фергеса. Милая и доброжелательная девушка, подруга сестёр Миллуорд.
- Миссис Маркхем (англ. Mrs. Markham), мать семейства, большая поклонница Преподобного Миллуорда, а также его идей и взглядов.

### Уилсоны
- Джейн, (англ. Jane Wilson) подруга Элизы Миллуорд, сплетница. Пыталась завоевать Фредерика, но её ненависть к его сестре стала ему известна (благодаря Гилберту) и разрушила все её планы.
- Ричард (англ. Richard Wilson), брат Джейн. Впоследствии занял место Миллуорда на должности пастора и женился на его дочери, скромной и неприметной Мэри.
- Роберт (англ. Robert Wilson), брат Джейн и Ричарда, грубый сельский фермер.

### Миллуорды
- Элиза (англ. Eliza Millward), младшая дочь пастора. Гилберт питал к ней нежные, пусть и не совсем серьёзные, чувства до того момента, как познакомился с Хелен. Оказавшись отвергнутой, Элиза принялась распространять грязные сплетни о миссис Грэхем.
- Мэри (англ. Mary Millward), сестра Элизы, полная её противоположность. Тихая и незаметная, на её плечи возложено всё домашнее хозяйство. Её ценят и любят только её отец, бедняки, дети, и животные, о которых она заботится.
- Преподобный Майкл Миллуорд (англ. Reverend Michael Millward), отец двух сестёр. Человек строгих правил, принципиален и склонен к предубеждениям. Считает своё мнение единственно правильным.

### Остальные персонажи
- Мистер Борхем (англ. Mr. Boarham), один из поклонников Хелен до её замужества, старше её на двадцать лет. Хелен категорически отказалась выходить замуж за него по причине разности их характеров.
- Мистер Уилмот (англ. Mr. Wilmot), дядя Аннабеллы, ещё один кандидат на брак с Хелен. Охарактеризован ею в дневнике как последний негодяй.
- Рейчел (англ. Rachel), служанка и подруга Хелен. Заботилась о ней с самого её рождения и вместе с нею скрывалась в Уайлдфелл-Холле.
- Элис Майерс (англ. Alice Myers), неумелая гувернантка Артура-младшего и очередная любовница его отца.
- Бенсон (англ. Benson), дворецкий в Грасдейле, доме Хантингдона. Сочувствовал Хелен и помог ей покинуть поместье.
- Джек Холфорд (англ. Jack Halford), эсквайр, в будущем муж сестры Гилберта, Розы, и адресат его письма, в виде которого оформлен роман.

## Временная линия
События в романе разворачиваются между эпохами Регентства и Викторианской.
- 1793, родился Артур Хантингдон.
- 1803, Хелен Лоренс родилась в Уайлдфелл-Холле; родился Гилберт Маркхем.
- 1821, начало дневника Хелен (1 июня). Она только что вернулась из Лондона, где на балу она повстречала Артура; Свадьба Хелен и Артура (20 декабря).
- 1822, Артур-младший родился в Грасдейле (25 декабря).
- 1824, Хелен узнаёт о любовной связи между Аннабеллой и Артуром (7 октября).
- 1827, Хелен находит убежище в Уайлдфелл-Холле вместе с сыном и служанкой Рейчел (24 октября).
- 1828, Хелен возвращается в Грасдейл, чтобы позаботиться о больном Артуре (4 ноября); Артур умирает (5 декабря).
- 1830, свадьба Хелен и Гилберта (август).
- 1847, Гилберт заканчивает свою переписку с Джеком Холфордом и повествование (10 июня).

## Основные темы произведения

### Алкоголизм
В Незнакомке Хантингдон и большинство его друзей ведут разгульный образ жизни и шумные попойки являются неотъемлемой его частью. Если Лорд Лоуборо начал пить после череды неудач в его жизни, надеясь, что спиртное поможет ему забыть о своих неприятностях, то Артур наоборот, пристрастился к алкоголю из-за того, что считал, что ему всё дозволено.
Нежелательный поклонник Хелен, Уолтер Харгрейв, никогда не испытывавший такую зависимость от алкоголя, как Артур, указывает на эту с ним разницу в надежде получить её расположение.
Симптомы алкоголизма Хантингдона и Лоуборо традиционны — они часто напиваются до невменяемого состояния, а потом, когда просыпаются после их «оргий», как они называют свои вечеринки, пьют ещё, чтобы справиться с похмельем.
Только Ральф Хэттерсли, муж подруги Хелен, робкой Милисент и Лорд Лоуборо в конечном счёте смогут избавиться от этой пагубной зависимости. Лоуборо понимает, что алкогольная зависимость лишь добавляет ему проблем, и приложив всю свою силу воли, прекращает употребление спиртного. Ральф, привыкший пить только за компанию, оказавшись вдали от своих приятелей и их влияния, становится счастливым семьянином. Мистер Гримсби наоборот, продолжает свою деградацию, в итоге погибая в пьяной драке.
Артура от принятия спиртного не останавливает даже вызванное этим падение с лошади и полученные травмы, что приводит к его смерти.
Младший Хантингдон под влиянием своего отца тоже показывает свою симпатию к алкоголю, что Хелен пусть и используя хитрость, но всё же решительно пресекает.

### Гендерные отношения
Мать Гилберта придерживается общепринятых в то время взглядов, что роль женщины состоит в том, чтобы угождать своему мужу. Хелен, которая своим поведением и взглядами показывает, что придерживается иного мнения по этому вопросу, символизирует собой независимую женщину.

### Супружество
В Великобритании до принятия Акта о Собственности Замужней Женщины в 1870 году, по закону, женщина, состоящая в браке, не имела права на независимое от мужа существование, а следовательно, прав на любую собственность, заключать какие бы то ни было договоры без контроля мужа, подавать на развод, и даже распоряжаться собственными детьми.
Хелен, введённая в заблуждение романтическими идеями, верила, что сможет изменить Артура в лучшую сторону. Ральф Хэттерсли заявил, что хочет себе тихую и кроткую жену, которая не будет пытаться препятствовать его развлечениям, но со временем он понимает, что хотел совершенно противоположного. Милисент не желала выходить замуж за Ральфа, но у неё, в отличие от её сестры Эстер, не хватило смелости противостоять собственной матери. Богатая Аннабелла хочет себе только завидный титул, в то время как презирающая свою небогатую семью Джейн Уилсон хочет и денег, и положения.

### Материнство
Хелен готова была терпеть выходки мужа, если бы они не имели плохого воздействия на её сына. Приучение маленького Артура к спиртному и ругательствам стало для неё последней каплей. Она готова была даже переступить закон, что и сделала, чтобы дать своему сыну возможность вырасти достойным человеком.

### Благочестие
Хелен никогда не забывает о христианских моральных принципах, которые никогда не нарушала в отличие от несправедливого закона, и после всех мучений, что она переживает, она вознаграждается достатком и счастливым вторым браком.
Лучшая подруга Хелен, Милисент Харгрейв, несмотря на то, что она никогда не пыталась противостоять всем трудностям, стоящим у неё на пути, тоже в конце концов обретает счастье, её муж, не без помощи Хелен, находит в себе силы встать на правильный путь, тем самым подарив своей семье благополучие.
Обделённые вниманием большинства своих соседей и родственников, Мэри Миллуорд и Ричард Уилсон женятся после тайной помолвки. Хелен завязывает дружеские отношения с Мэри и доверяет своего сына только ей. Так же как и Гилберт с его сестрой Розой, она отказывается верить сплетням о Хелен, не зная всей правды о ней. Характер Мэри показывает, что люди, сами не способные на порочащие их честь поступки, не стремятся легко верить в клевету других.

### Женщина и искусство
В Незнакомке брак Хелен рассматривается ещё и как ограничитель её таланта. Художественные способности главной героини играют центральную роль в её отношениях как с Артуром, так и с Гилбертом. Её свобода рисовать и лишение её посредством замужества не только усложняет определение Хелен как жены, вдовы или художницы, но и даёт возможность автору раскритиковать домашнюю среду, устанавливаемую браком.
В самом начале своего дневника, молодая и незамужняя Хелен уже определяет себя как художницу. Она пишет, что рисование подходит ей больше всего, так как она может рисовать и думать о своих делах одновременно. Все её рисунки того периода раскрывают её тайные чувства к Артуру Хантингдону, чувства, которые не дадут ей разглядеть его характер и позволят потерять себя в браке. Несмотря на раскрытие её чувств, то, что она вкладывает свою душу в свои картины и рисунки тоже определяет её как художницу.
После замужества Хелен принимает роль идеальной жены девятнадцатого века — она управляет домашним хозяйством, заботится о своём супруге и ребёнке, а также о нищих и обездоленных, на собственные увлечения ей попросту не остаётся времени. Хотя брак оказывает разрушительное влияние на её талант, Хелен считает его своей собственностью, в отличие от картин и её самой, принадлежащей мужу.
Покинув Грасдейл Мэнор, Хелен вновь получает свободу владеть и заниматься искусством. Согласившись снова выйти замуж, она вновь рискует всего этого лишиться, поэтому Гилберту помимо любви Хелен надо и завоевать её доверие. Как и всегда, чувства и положение Хелен отражаются на её работах, даже если она их старается скрыть. До этого выдавшие её любовь к Артуру, позже, когда она в целях конспирации на картине с изображением Уайлдфелл-Холла подписывает его ложным названием Фернли Мэнор, её работы выдают её как скрывающуюся жену.

## Критика
Сразу после публикации роман ждал феноменальный успех — тираж был полностью распродан за шесть недель, тем самым побив продажи Грозового Перевала Эмили.
Несмотря на это, приём со стороны критиков был смешанным. Незнакомку хвалили за «мощь» и «эффектность» и критиковали за «грубость». Сама Шарлотта, сестра Энн, писала, что выбор тем и событий в романе был ошибкой.
Многие критики ошибочно приняли желание Энн предупредить об опасности распущенности за её одобрение North American Review раскритиковал Гилберта как «жестокого, гордого, ревнивого, мстительного и иногда грубого», в то же время признав ум и энергичность Хелен, которой, однако, не хватало «истинно женских качеств». В заключении же было сказано, что «читающий произведение Эктона Белла не получает расширенного взгляда на человечество, вместо это вынуждая себя смотреть на отнюдь не лучшую его часть».. Spectator и прочие издания, не поняв намерений Энн, обвинили её произведение в «болезненной любви к грубости, если не сказать к зверству».
В ответ на это Энн написала своё теперь известное вступление ко второму изданию романа, в котором, в защиту целей, с которыми она написала роман, было сказано, что намерения позабавить читателя или удовлетворить её собственные вкусы не было, она хотела лишь «сказать правду, так как правда всегда передаёт свою мораль тем, кто способен принять её». Она также добавила, что её «привело в недоумение то, что мужчина может позволить себе писать то, что будет позорным для женщины, в то время как женщине нельзя писать о том, что будет надлежащим и подобающим для мужчины».
В сентябре Rambler опубликовал ещё одну рецензию романа, в которой, предположив, что Эктон и Каррер Белл были одной йоркширской женщиной, несмотря ни на что, умной и решительной, писал, что её произведение «оскорбительно», содержало «отвратительные сцены распущенности» и «не является правдивым, поучительным и не несёт в себе никакого предупреждения». В это же самое время Sharpe’s Magazine предупредил женскую аудиторию не читать Незнакомку из Уайлдфелл-Холла, так как она не была «подходящим чтением, которое мог предложить библиотекарь нашим сёстрам, жёнам и дочерям».
Несмотря на это, было несколько и положительных отзывов о романе. Athenaeum, например, назвал Незнакомку «самым интересным романом, который мы прочли за прошлый месяц».

## Анализ
Своей публикацией Незнакомка из Уайлдфелл-Холла бросила вызов моральным устоям Викторианской эпохи. Одним из самых шокирующих эпизодов в романе был тот, в котором Хелен захлопывает дверь перед лицом своего мужа после продолжительных оскорблений, тем самым нанеся удар по сексуальной политике того времени.
Главная героиня, Хелен, смела и решительна, она не боится разговаривать с мужчинами прямо и откровенно. Энн Бронте одобряет такое поведение, сравнивая его со смиренностью Милисент, терпящей все выходки её супруга. Хелен терпеть подобного не желала, при первой же возможности она покидает дом Хантингдона вместе со своим любимым сыном.
Пороки в романе свойственны не только мужчинам. Измены Леди Лоуборо причиняют колоссальные страдания её супругу, а клевета Элизы Миллуорд наносит вред всей общине.
Тема вечного противостояния добра и зла ссылается на Библию и на религиозные взгляды самой Энн, верящей в возможность всеобщего искупления: раскаявшиеся грешники прощены, наказание настигает лишь тех, кто продолжил грешить несмотря ни на что.

## Экранизации
Роман был экранизирован дважды, оба фильма были сняты Би-би-си. В версии 1968 года главную роль играла Джанет Манро. А в «Незнакомке из Уайлдфелл-Холла» 1996 года задействованы такие актёры, как Тара Фицджеральд, Тоби Стивенс, Руперт Грейвс и Джеймс Пьюрфой.